# Mike Amigorena
Mike Amigorena, all'anagrafe Ricardo Luis Amigorena (Maipú, 30 maggio 1972), è un attore argentino.

## Biografia
Nato in una famiglia di origini italiane e basche, dopo un'adolescenza problematica Amigorena venne ingaggiato da un'agenzia di moda e successivamente cominciò a recitare dei piccoli ruoli in televisione.
Negli anni novanta, dopo aver frequentato vari corsi di recitazione, cominciò a lavorare attivamente in teatro e divenne noto particolarmente per la sua partecipazione ad una produzione argentina basata sul dramma Risveglio di primavera di Frank Wedekind e allo spettacolo Shakespeare comprimido, che gli valse la vittoria del Premio ACE, assegnato dall'omonima associazione di giornalisti.
Successivamente ottenne vari ruoli in televisione, fra cui un ruolo ricorrente nella telenovela Sos mi vida e dei ruoli primari nelle serie televisive Una familia especial e Tiempo final. Nel 2008 venne scelto come protagonista della sitcom Los exitosos Pells. L'anno seguente ottenne il ruolo di Abelardo nella pellicola di Francis Ford Coppola Segreti di famiglia. Negli anni successivi Amigorena continuò a lavorare in tv e in particolare nel settore delle telenovelas, prendendo parte con ruoli importanti a Los vecinos en guerra e Guapas.
Nel corso della sua carriera Mike Amigorena è stato nominato varie volte al Premio Martín Fierro e lo ha vinto nel 2008.

## Filmografia

### Cinema
- Tus ojos brillaban, regia di Silvio Fischbein (2004)
- 1 peso, 1 dólar, regia di Gabriel Condron (2006)
- Yo soy sola, regia di Tatiana Mereñuk (2008)
- Segreti di famiglia (Tetro), regia di Francis Ford Coppola (2009)
- Horizontal/Vertical, regia di Nicolás Tuozzo (2009)
- Miss Tacuarembó, regia di Martín Sastre (2010)
- Las mujeres llegan tarde, regia di Marcela Balza (2012)
- Lectura Según Justino, regia di Arnaldo André (2013)

### Televisione
- Montaña rusa - telenovela (1994)
- Ricos y famosos - telenovela (1998)
- Muñeca brava - telenovela (1999)
- Gasoleros - telenovela (1999)
- Tiempo final - miniserie TV (2000-2001)
- Rebelde Way - telenovela (2003)
- Encubiertos - serie TV (2003)
- La niñera - serie TV (2004)
- Sin código - telenovela (2004)
- Una familia especial - serie TV (2005)
- Casados con Hijos - sitcom (2005)
- Sos mi vida - telenovela (2006)
- El capo - serie TV (2007)
- Los exitosos Pells - serie TV (2008)
- Lo que el tiempo nos dejó - miniserie TV (2010)
- Los exitosos Pérez - serie TV (2010)
- El pacto - serie TV (2011)
- El hombre de tu vida - serie TV (2012)
- Historia clínica - miniserie TV (2013)
- Los vecinos en guerra - telenovela (2013)
- Guapas - telenovela (2014-2015)

## Premi e riconoscimenti
- Premio Martín Fierro
  - 2005: Artista rivelazione per Una familia especial - nomination
  - 2007: Attore non protagonista per El capo e Sos mi vida - nomination
  - 2008: Attore protagonista di commedia per Los exitosos Pells
  - 2009: Attore protagonista di commedia per Los exitosos Pells - nomination
  - 2013: Attore protagonista di telenovelas per Los vecinos en guerra - nomination